# Epopea
Epopea – rodzaj chrząszczy z rodziny kózkowatych i podrodziny zgrzypikowych. 

## Zasięg występowania
Przedstawiciele tego rodzaju występują w Afryce od Senegalu, Nigru i Etiopii na płn. po Demokratyczną Republikę Konga i Tanzanię na płd.

## Systematyka
Do Epopea należą 4 gatunki:
- Epopea acuta
- Epopea lignosa
- Epopea orientalis
- Epopea subacuta